# Au-dessus de Vitebsk
Au-dessus de Vitebsk est un tableau réalisé par le peintre russe Marc Chagall en 1915-1920. Cette huile sur toile représente un mendiant volant au-dessus de Vitebsk, aujourd'hui en Biélorussie. Longtemps conservée au Museum of Modern Art, à New York, elle a été restituée à ses propriétaires légitimes après qu'il est devenu apparent qu'elle a probablement été spoliée par le régime nazi à la Matthiesen Gallery.

## Motif
La critique d'art Maria Berezanskaïa  interprète comme suit cette toile. En revenant à Vitebsk en 1914, Chagall privilégie les thèmes consacrés à sa région natale dont il s'est éloigné pour Paris de 1910 à 1914. Dans plusieurs autres tableaux, comme L'Anniversaire par exemple, les personnages sont parfois représentés comme en suspension dans l'air, reflétant par là le goût du peintre pour la fantaisie dans des circonstances particulières de fête, de plaisir. Dans Au-dessus de Vitebsk le sujet du tableau est tout à fait ordinaire et l'ensemble de la scène baigne dans un calme général. La partie principale de la toile représente à gauche une vue d'un quartier de Vitebsk avec une rue et des toitures enneigée, et à droite, les absides de l'église de Saint-Iline. Et voilà que dans ce paysage serein, un pèlerin est aspiré dans les hauteurs avec sa canne en main et son sac sur le dos. Ce vol est assurément une métaphore du peuple juif persécuté et chassé de ses lieux de vie à cause de la guerre.
.
Pour l'historien-biographe Jackie Wullschläger « À la fois pesante et aérienne, sa silhouette disproportionnée - plus grande que l'Ilyïnskaïa qui domine la composition - transforme un paysage banal en un tableau mystique  ».

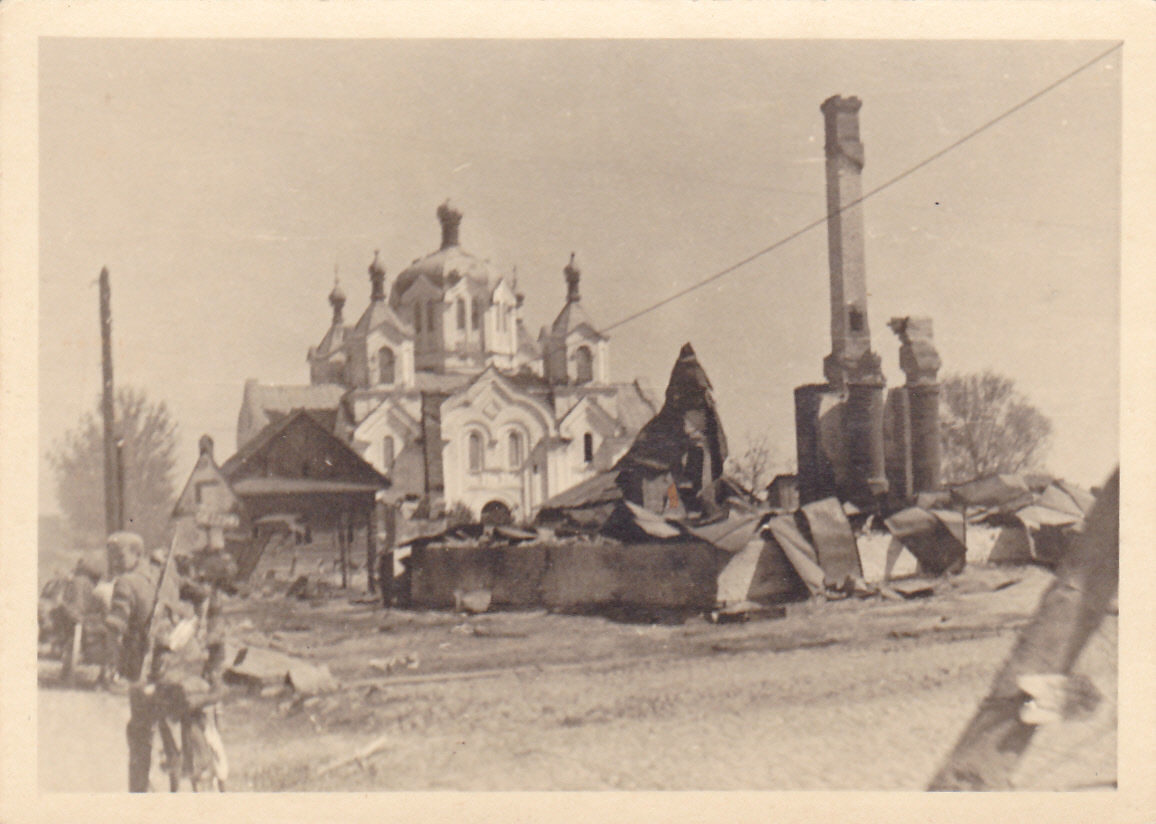
Bechankovitchy église Saint Iline, ou Ilinskaïa (1941)